# ケヴィン・ビーティー
トーマス・ケヴィン・ビーティー（ Thomas Kevin Beattie , 1953年12月18日 - 2018年9月16日）は、イングランド出身の元サッカー選手。ポジションはセンターバックであり、イングランド代表にも選出された。

## 経歴
カーライルで生まれたビーティーは、1971年にイプスウィッチ・タウンに加入した。1972年8月にトップチームデビューを果たし、1973-74シーズンにはPFA年間最優秀若手選手賞の初代受賞者となった。1977-78シーズンにはFAカップで優勝し、1980-81シーズンにはUEFAカップのタイトルを獲得した。ビーティーは決勝戦を怪我で欠場しており、ビーティーの自叙伝のゴーストライターを務めたロブ・リッチが中心となり嘆願書を送った結果、2008年に優勝メダルを受け取ることになった。
怪我により1981年12月に現役を引退したが後に復帰し、コルチェスター・ユナイテッド、ミドルズブラ、ハーウィッチ & パークストン、サンドビーケンIF、コングスベルグIF、ニーベリサンドIL-トリシル、FCクラクトンでプレイをした。
1975年から1977年までの間にイングランド代表で9キャップを記録し、ボビー・ロブソンからは今まで見たイングランドの選手ではベストだとかつて言及されたことがある。

## 引退後
2012年5月に生活保護の不正受給により有罪判決を受け、12週間の外出禁止令が下された。その後ビーティーは「愚かな過ち」だったと述べ、謝罪をした。
2018年9月16日、心臓発作のため、死去。64歳歿。